# يايلادامي (أديامان)
يايلادامي (بالكردية: Gom‏) (بالتركية: Yayladamı)‏ هي قرية كرديّة رشوانيّة تتبع إداريّاً لمديرية أديامان في محافظة أديامان التركية الواقعة في جنوب شرق الأناضول. وبلغ عدد سكانها 80 نسمة في عام 2021.